# San Juan Bautista (Banaguás)

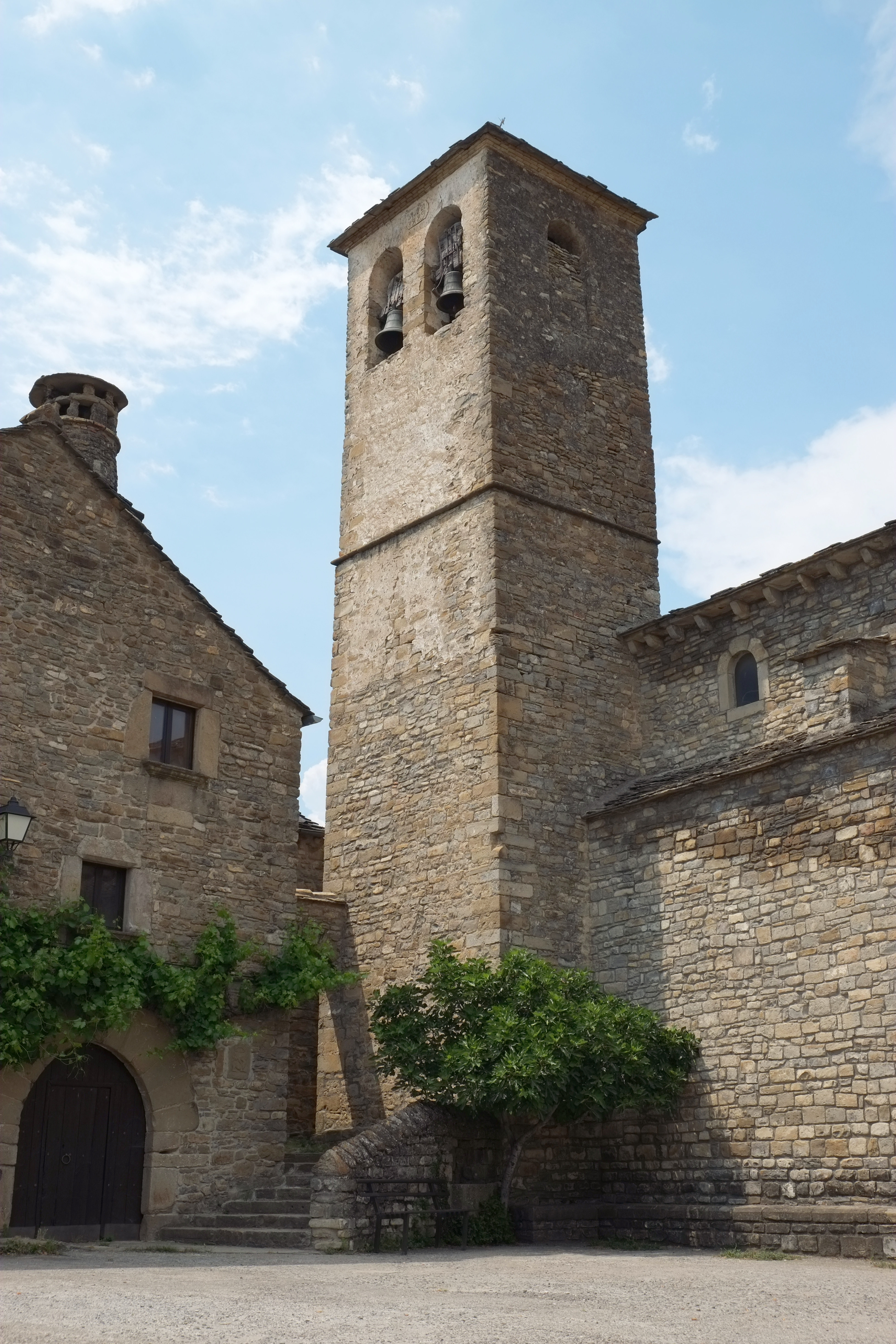
Pfarrkirche San Juan Bautista

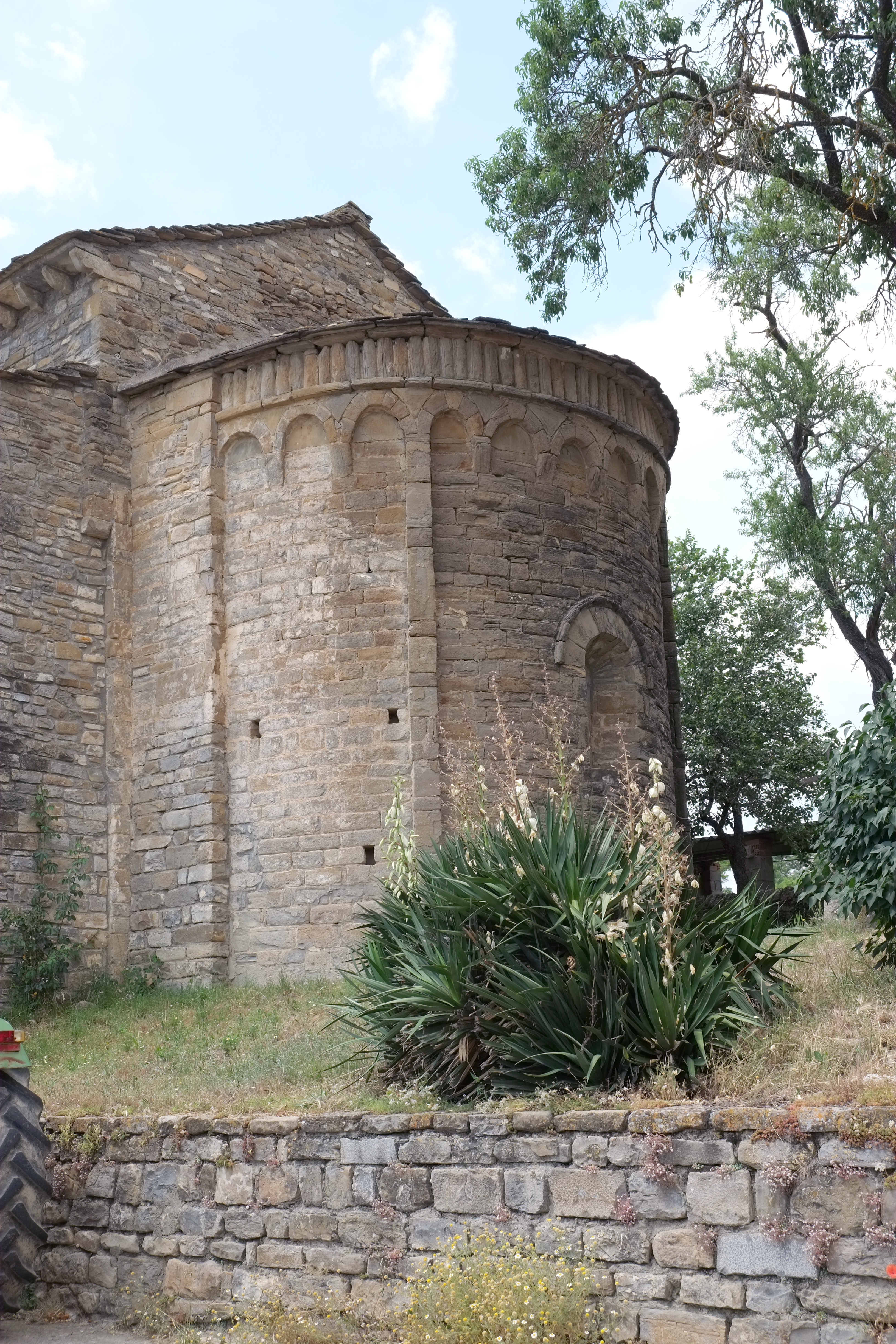
Apsis

Die katholische Pfarrkirche San Juan Bautista in Banaguás, einem Ortsteil von Jaca (Municipio), dem Hauptort der Jacetania in der Provinz Huesca der spanischen Autonomen Gemeinschaft Aragón, ist eine ursprünglich romanische Kirche aus dem späten 11. oder frühen 12. Jahrhundert, die im 18. Jahrhundert verändert wurde. Die Johannes dem Täufer geweihte Kirche wird bereits im Jahr 1063 erstmals schriftlich erwähnt. Vom romanischen Kirchenbau ist heute nur noch das Chorhaupt erhalten. 

## Architektur

### Außenbau
Die noch aus romanischer Zeit stammende halbrunde Apsis wird durch vier Lisenen und elf Blendarkaden (in der Mitte fünf und seitlich je drei) gegliedert. Über den Bögen verläuft ein Gesims mit einem Fries aus Rundstäben, der charakteristisch ist für die Kirchen des Serrablo, einer historischen Landschaft zwischen Sabiñánigo und Biescas. In der Mitte der Ostwand der Apsis ist ein Rundbogenfenster eingeschnitten.
Im Westen, an der Südseite des Langhauses, erhebt sich der Glockenturm. An die Westfassade ist eine quadratische Vorhalle angebaut, in die das Portal integriert ist.

### Innenraum
Das romanische Langhaus wurde im 18. Jahrhundert durch ein barockes Schiff mit zwei schmalen Kapellen auf beiden Seiten ersetzt. Das einschiffige Langhaus ist in zwei Joche gegliedert und wird von einer Stichkappentonne überwölbt. Die Seitenkapellen, zu denen sich weite Rundbögen öffnen, werden von Tonnengewölben gedeckt. Die Apsis besitzt noch ihre originale Kalotte. Den westlichen Abschluss des Langhauses bildet eine hölzerne Empore.